# Bogohl 4
Bombengeschwader der Obersten Heeresleitung Nr. 4 – Bogohl 4 – dywizjon bombowy lotnictwa niemieckiego Luftstreitkräfte z okresu I wojny światowej.

## Informacje ogólne
Jednostka została utworzona formalnie w 3 kwietnia 1918 roku w wyniku reorganizacji Kagohl 4. Dowódcą jednostki został mianowany kpt. Claus August Hempel. Jednostka została utworzona jako jednostka bombowa i składała się z trzech eskadr Bomberstaffel 19, Bomberstaffel 20, Bomberstaffel 21. Jednostka była wyposażona między innymi w samoloty Albatros D.V, AEG G.IV, Gotha G.IV. W jednostce służył Hermann Köhl.

## Dowódcy Jednostki
| Stopień | Nazwisko            | Okres                         |
| ------- | ------------------- | ----------------------------- |
| kapitan | Claus August Hempel | kwiecień 1917 – wrzesień 1917 |
|         | Neumann             | ? – listopad 1918             |